# Dederstedt
Dederstedt è una frazione  (Ortsteil) del comune tedesco di Seegebiet Mansfelder Land, nel Land della Sassonia-Anhalt.
Già comune autonomo il 1º settembre 2010 il comune di Dederstedt fu aggregato a Seegebiet Mansfelder Land.